# Hybnost
Hybnost je fyzikální veličina, která popisuje pohybový stav tělesa či fyzikálního pole. Její definice se mohou významně lišit v závislosti na fyzikálním oboru či popisovaném objektu. Hybnost ve své podstatě je mírou posuvného pohybu.
Pro klasické hmotné těleso je hybnost součinem jeho hmotnosti a rychlosti. Hybnost je pak vektorová veličina a má stejný směr jako rychlost. Hybnost tělesa je rovná impulzu síly, který je potřeba na jeho uvedení z klidu do pohybu odpovídající rychlostí; na zastavení je potřeba impulz stejné velikosti a opačného směru.
Pro fyzikální pole se v závislosti na jeho charakteru může forma jeho hybnosti význmamě lišit od klasické definice pro hmotná tělesa, protože pole nemá dobře definovanou hmotnost ani rychlost. Fyzikální pole, která mohou mít hybnost jsou elektronagnetické či gravitační pole v obecné teorii relativity.
V klasické mechanice platí následující: Hybnost je zachovávající se veličina. To znamená, že celková hybnost izolované soustavy se nemůže změnit, což je obsahem zákona zachování hybnosti.

## Značení
- Symbol veličiny: {\displaystyle \mathbf {p} }
- Odvozená jednotka SI: kilogram krát metr za sekundu, značka jednotky: kg·m·s−1

## Definice
V závislosti na fyzikálním oboru se mohou definice hybnosti navzájem výrazně lišit. V oborech klasické mechaniky se zpravidla hybnost považuje za vektor, naproti tomu v oborech kvantové mechaniky je hybnost operátorem.

### Klasická (Newtonovská) mechanika
Vektor hybnosti je v klasické mechanice určen vztahem
{\displaystyle \mathbf {p} =m\mathbf {v} ,}
kde
{\displaystyle m} je hmotnost tělesa,
{\displaystyle \mathbf {v} } je rychlost tělesa.

### Speciální teorie relativity
Speciální teorie relativity na rozdíl od Newtonovské mechaniky nepracuje s intuitivní představou 3D prostoru, ale s prostoročasem, který má čtyři rozměry. Setkáváme se tak s pojmem čtyřhybnost (obvykle značeno {\displaystyle P^{\mu }}), což je vektor se čtyřmi složkami. První složkou je energie (časová složka čtyřhybnosti) a další tři ze složek tvoří relativistickou hybnost.
{\displaystyle p^{\mu }=\left({\frac {E}{c}},p_{x},p_{y},p_{z}\right)=\left({\frac {E}{c}},\mathbf {p} \right)}
Relativistická hybnost je definována stejným vztahem jako v Newtonovské mechanice
{\displaystyle \mathbf {p} =m\mathbf {v} ,}
avšak definice hmotnosti se liší. {\displaystyle m} je relativistická hmotnost, která závisí na velikosti rychlosti {\displaystyle v} vztahem
{\displaystyle m={\frac {m_{0}}{\sqrt {1-{\frac {v^{2}}{c^{2}}}}}},}
kde
{\displaystyle m_{0}} je klidová hmotnost tělesa,
{\displaystyle c} je rychlost světla.
Dosazením získáme vztah
{\displaystyle \mathbf {p} ={\frac {m_{0}\mathbf {v} }{\sqrt {1-{\frac {v^{2}}{c^{2}}}}}}.}
Celková relativistická hybnost se nezachovává, protože se jedná jen o součást většího celku (čtyřhybnosti). Pro popis celkové čtyřhybnosti (jako zachovávající se veličiny) je nutný tenzor energie a hybnosti {\displaystyle T^{\mu \nu }}, který zahrnuje nejen čtyřhybnosti objektů ale i síly (resp. čtyřsíly) působící mezi nimi. Pokud známe {\displaystyle T^{\mu \nu }}, můžeme získat zachovávající se čtyřhybnost následovně
{\displaystyle p^{\mu }={\frac {1}{c}}\int T^{\mu \nu }\,d\Omega _{\nu },}
kde integrujeme přes nějaký časoprostorový objem {\displaystyle \Omega }.

### Kvantová mechanika
V kvantové mechanice je hybnost určena operátorem hybnosti. Tento operátor má v tzv. souřadnicové reprezentaci tvar
{\displaystyle \mathbf {\hat {p}} =-i\hbar \nabla =-i\hbar \left({\frac {\partial }{\partial x}},{\frac {\partial }{\partial y}},{\frac {\partial }{\partial z}}\right),}
kde
{\displaystyle i} je imaginární jednotka,
{\displaystyle \hbar } je redukovaná Planckova konstanta,
{\displaystyle \nabla } je operátor nabla, který reprezentuje gradient.
V hybnostní reprezentaci má operátor hybnosti tvar {\displaystyle {\hat {\mathbf {p} }}=\mathbf {p} }, kde {\displaystyle \mathbf {p} } je vektor.
V kvantové mechanice nemusí být nutně na první pohled jasné, kde se samotná informace o hybnosti bere (resp. odkud získáme samotné číslo, které reprezentuje hybnost). Veškeré informace, které se v kvantově-mechanickém systému nacházejí jsou obsaženy ve vlnové funkci.
Hybnost stejně jako každou jinou pozorovatelnou veličinu v kvantové mechanice získáváme jako vlastní číslo příslušného operátoru. Použitím operátoru hybnosti na vlnovou funkci získáme sadu čísel reprezentujících hybnost. Získaná čísla jsou právě ty hodnoty hybnosti, které při měření hybnosti lze naměřit. Hybnost tak může být celý interval hodnot (pak říkámě, že hybnost nemá ostře definovanou hodnotu).

### Relativistická kvantová mechanika
V relativistické kvantové mechanice je hybnost stejně jako ve standardní kvantové mechanice reprezentována operátorem. Vzhledem k tomu, že se navíc jedná o relativistickou teorii, k popisu musí být použit čtyřvektor. Přirozeným výsledkem těchto požadavků je operátor čtyřhybnosti {\displaystyle {\hat {p}}^{\mu }}.
{\displaystyle {\hat {p}}^{\mu }=\left({\frac {i\hbar }{c}}{\frac {\partial }{\partial t}},-{\hat {\mathbf {p} }}\right)=i\hbar \left({\frac {1}{c}}{\frac {\partial }{\partial t}},-\nabla \right)}
 násobený konstantou. Operátor hybnosti je zde součástí čtyřvektoru {\displaystyle {\hat {p}}^{\mu }}. Samotnou informaci o hybnosti lze získat stejně, jako v kvantové mechanice.

### Obecná teorie relativity
V obecné teorii relativity se k prostoročasu přistupuje jako k médiu, které lze ovlivňovat. Prostor samotný se tak může dynamicky vyvíjet, s tím je spojená i jeho vlastní hybnost. Dynamický vývoj prostoročasu je silně spojen s gravitačními vlnami. Gravitační vlny jsou schopné přenášet hybnost a samotnému prostoročasu je tak možné přiřknout dobře definovanou hybnost. Problém je, že tato hybnost není lokalizována, tedy pro různé pozorovatele se projevuje v různých místech.
V této teorii se nejčastěji používá čtyřhybnost pro popis vlastností objektů, ale jak je psáno výše, hybnost je pouhou součástí čtyřhybnosti. Gravitační vlny jsou dynamickou (pohybující se) deformací prostoročasu. Příslušná čtyřhybnost tak závisí pouze na samotné deformaci a na ničem jiném.
Hybnost fyzických objektů pohybujících se v prostoročasu lze spočíst stejně, jako ve speciální relativitě, ale pokud se objekty nacházejí na deformovaném pozadí, jejich hybnosti nelze jednoduše porovnávat. Hybnosti lze porovnat pouze, pokud popisují objekty, které jsou dostatečně blízko u sebe. Pro porovnání hybností vzdálených objektů je nutné hybnosti myšleně přenést do jednoho místa. To se uskutečňuje pomocí paralelního přenosu.
Pro popis celkové čtyřhybnosti objektů se používá tenzor energie a hybnosti {\displaystyle T^{\mu \nu }} (viz výše v sekci o speciální relativitě). Gravitačnímu poli se přiřazuje tzv. pseudotenzor energie a hybnosti {\displaystyle t^{\mu \nu }}. Celkovou hybnost systému hmoty a gravitačního pole lze získat analogicky ke speciální relativitě ze součtu těchto dvou tenzorů.

## Vlastnosti
V klasické mechanice v izolovaných mechanických dějích platí zákon zachování hybnosti. Zákon říká, že součet všech hybností v soustavě (celková hybnost) se v čase nemění. Na soustavu však může působit vnější síla. 
Síla je v Druhém Newtonově zákonu definována jako časová změna hybnosti: {\displaystyle \mathbf {F} ={\frac {\mathrm {d} \mathbf {p} }{\mathrm {d} t}}}. Změna hybnosti způsobená silou {\displaystyle \mathbf {F} } za čas {\displaystyle \Delta t} je rovna násobku {\displaystyle \mathbf {F} \Delta t}, což nazýváme impulz síly.
V teoretické mechanice se zachování hybnosti bere jako důsledek teorému Noetherové. Teorém tvrdí, že zachování hybnosti přímo souvisí s translační symetrií fyzikálních zákonů. Hybnost se ve fyzikálním systému zachovává právě když jsou pohybové rovnice neměnné když posuneme souřadnice (říkáme, že jsou invariantní). Samotný prostor je ve fyzice zpravidla brán jako homogenní, tedy vykazuje translační symetrii ve všech směrech. Z toho vyplývá, že hybnost se zachovává ve všech směrech.
V konkrétních případech se ale hybnost zachovávat nemusí nebo se zachovává jen v některých směrech. Například při přechodu světla z jednoho materiálu do druhého (přes optické rozhraní) se u fotonů zachovávají jen některé složky vektoru hybnosti, což způsobuje lom světla. Ze zachování některých složek hybnosti pak vyplývá Snellův zákon, který popisuje jak se světelné paprsky budou lámat.